# Architeuthis sanctipauli
Architeuthis sanctipauli är en bläckfiskart som först beskrevs av Vélain 1877.  Architeuthis sanctipauli ingår i släktet jättebläckfiskar, och familjen jättebläckfiskar. Inga underarter finns listade i Catalogue of Life.

## Bildgalleri

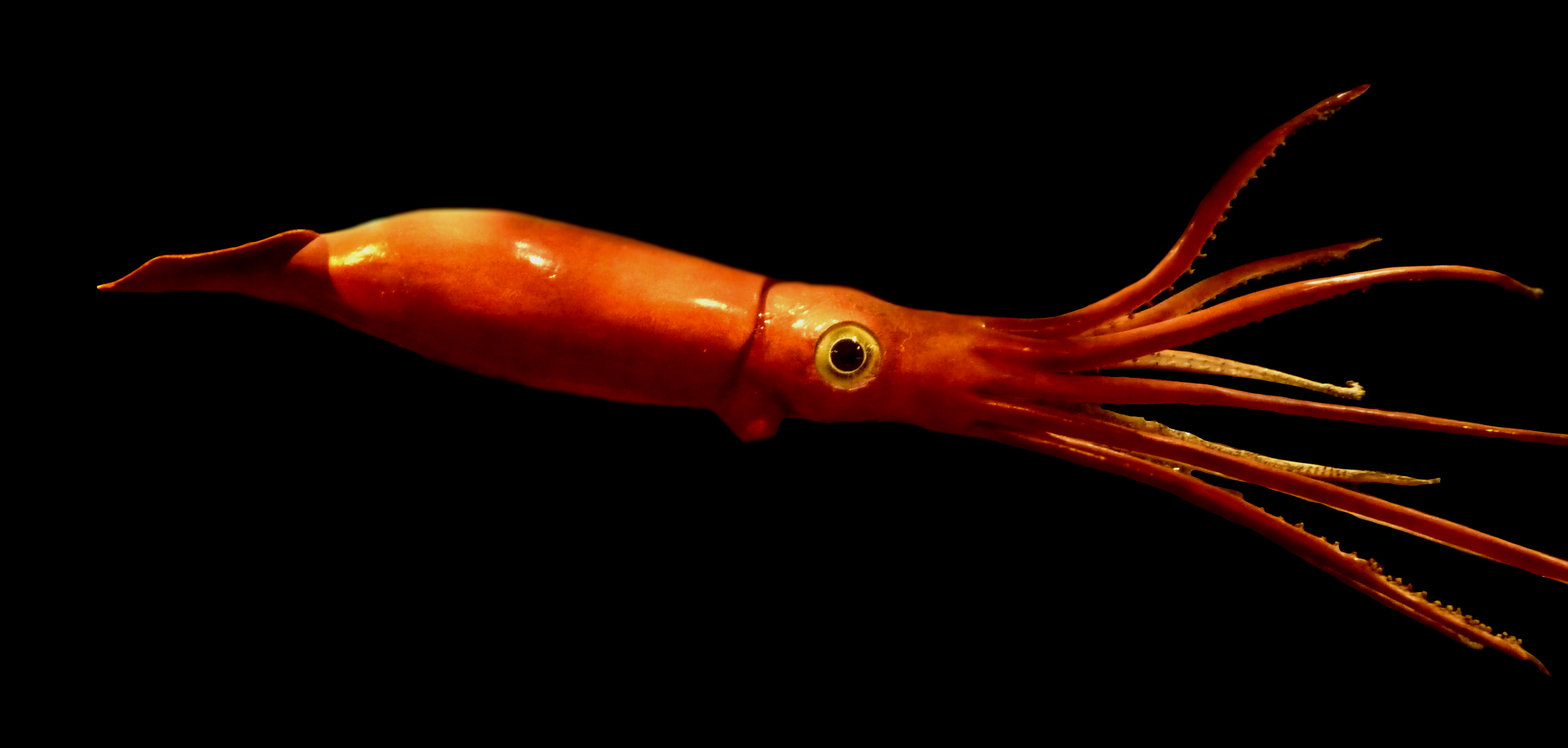
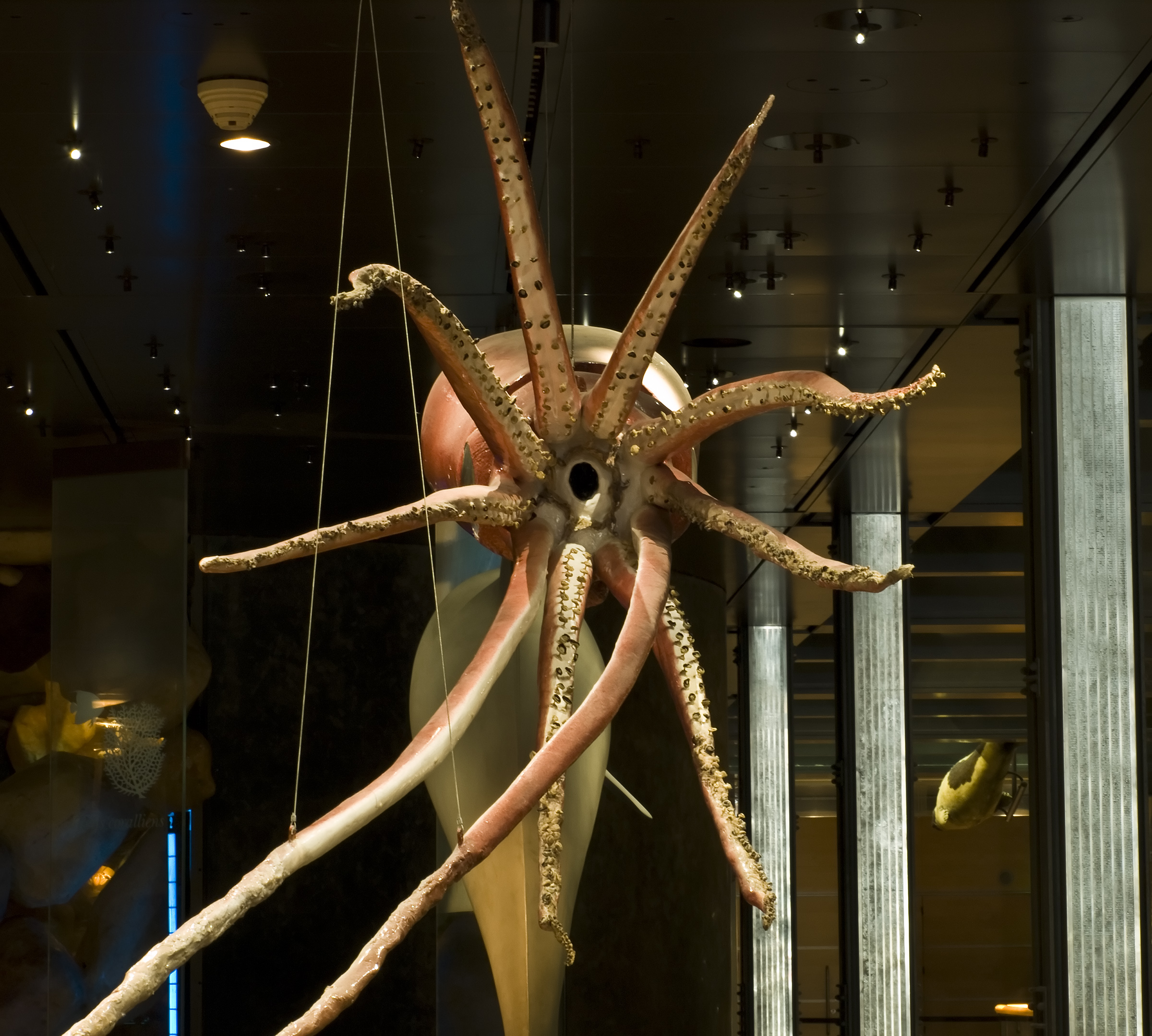
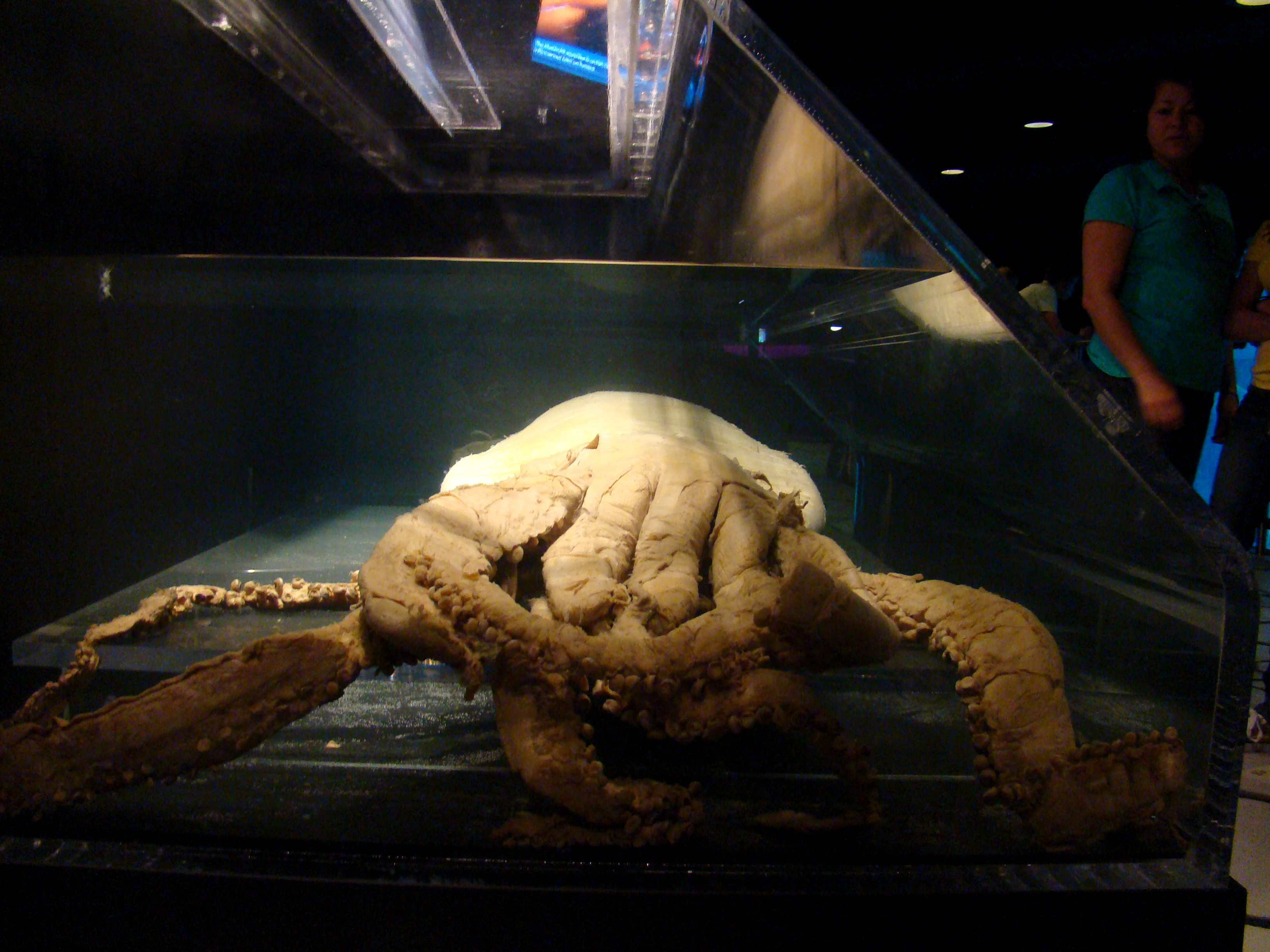